# Baza lotnicza Tel Nof
Baza lotnicza Tel Nof – baza Sił Powietrznych Izraela położona na południe od miasta Rechowot.
Jedna z trzech kluczowych izraelskich baz sił powietrznych – obok Ramat Dawid i Newatim.

## Historia
Lotnisko zostało wybudowane w 1941 przez Brytyjczyków, jako baza sił powietrznych Royal Air Force pod nazwą RAF Aqir. Stacjonowały tu liczne eskadry lotnicze, w tym ciężkie samoloty bombowe B-24 Liberator, które następnie przegrupowano do Egiptu.
W maju 1948 lotnisko przejęli Izraelczycy, którzy początkowo nazywali bazę Ekron. Bardzo szybko zaczęły tutaj stacjonować samoloty myśliwskie Avia S-199. 29 maja 1948 cztery izraelskie myśliwce Avia startujące z tutejszej bazy przeprowadziły pierwszy powietrzny nalot na egipską kolumnę wojskową w rejonie miasta Aszdod. Pilotami byli: dowódca Lou Lenart (amerykański ochotnik), Moddy Alon, Ezer Weizmann oraz Eddie Cohen (ochotnik z Południowej Afryki – zginął w tej akcji).
Działania wojenne podczas kryzysu sueskiego zaczęły się 29 października 1956 od startu 16 samolotów transportowych C-47 Dakota z lotniska Tel Nof. Na ich pokładzie znajdowało się 495 spadochroniarzy z 890 Batalionu, którzy miali za zadanie opanować Przełęcz Mitla na Półwyspie Synaj. W nocy samoloty przerzuciły w rejon walk dodatkowych ludzi i sprzęt wojskowy.

## Obecna eksploatacja
Baza Tel Nof jest wykorzystywana jako główny ośrodek szkoleniowy sił powietrznodesantowych i jednostki specjalnej „Unit 699”, a także jako baza macierzysta jednostki ratownictwa powietrznego (CSAR) i jednostki zadań specjalnych sił powietrznych (KAHAM). Dodatkowo stacjonuje tutaj 601 Eskadra (MANAT), która przeprowadza testy samolotów i nowych systemów uzbrojenia.
Na południowy wschód od bazy znajduje się duży kompleks podziemnych bunkrów, w których podobno przechowywana jest broń jądrowa. W tym miejscu znajdują się także wyrzutnie operacyjne rakiet balistycznych Jerycho-2 i Jerycho-3.

## Eskadry
W bazie stacjonuje kilka eskadr bojowych:
- 69 Eskadra („Młoty”) – myśliwce przewagi powietrznej F-15I Ra’am.
- 106 Eskadra („Ostrze Włóczni”) – myśliwce przewagi powietrznej F-15C/D.
- 114 Eskadra („Przywódcy Nocy”) – ciężkie helikoptery transportowe S-65-C3.
- 118 Eskadra („Nocne Ptaki Drapieżne”) – ciężkie helikoptery transportowe S-65-C3.
- 133 Eskadra („Rycerze Bliźniaczego Ogona”) – myśliwce przewagi powietrznej F-15A/B/D.
- 601 Eskadra – myśliwce przewagi powietrznej F-15I Ra’am i samoloty wielozadaniowe F-16A/B/C/D.